# ماركوبولون (أتيكي)
ماركوبولون (Μαρκόπουλον) (بالإنجليزية: Markopoulos) هي مدينة (بلدية أتيكا الشرقية) في إقليم أتيكا في اليونان.